# Challenger de Bogotá 2021
El torneo Challenger de Bogotá 2021 o DirecTV Open por razones de patrocinio fue un torneo de tenis perteneciente al ATP Challenger Tour 2021 en la categoría Challenger 80. Se trató de la 13.ª edición, el torneo tuvo lugar en la ciudad de Bogotá (Colombia), desde el 18 hasta el 24 de octubre de 2021 sobre pista de tierra batida.

## Jugadores participantes del cuadro de individuales
| Favorito | País                        | Jugador            | Rank1 | Posición en el torneo |
| -------- | --------------------------- | ------------------ | ----- | --------------------- |
| 1        | Bandera de Colombia         | Daniel Elahi Galán | 105   | Segunda ronda         |
| 2        | Bandera de Alemania         | Daniel Altmaier    | 114   | Segunda ronda         |
| 3        | Bandera de República Checa  | Vít Kopřiva        | 198   | Primera ronda         |
| 4        | Bandera de Chile            | Nicolás Jarry      | 217   | Primera ronda         |
| 5        | Bandera de Argentina        | Facundo Mena       | 245   | FINAL                 |
| 6        | Bandera de los Países Bajos | Jesper de Jong     | 246   | Semifinales           |
| 7        | Bandera de Estados Unidos   | Ulises Blanch      | 256   | Primera ronda         |
| 8        | Bandera de Túnez            | Malek Jaziri       | 287   | Primera ronda         |

- 1 Se ha tomado en cuenta el ranking del 4 de octubre de 2021.

### Otros participantes
Los siguientes jugadores recibieron una invitación (wild card), por lo tanto ingresan directamente al cuadro principal (WC):
- Alejandro González
- Juan Sebastián Gómez
- Enrique Peña

Los siguientes jugadores ingresan al cuadro principal tras disputar el cuadro clasificatorio (Q):
- Nicolás Barrientos
- Luca Castelnuovo
- Enzo Couacaud
- Jaroslav Pospíšil

## Campeones

### Individual Masculino
- Gerald Melzer derrotó en la final a  Facundo Mena, 6–2, 3–6, 7–6(5)

### Dobles Masculino
- Nicolás Jarry /  Roberto Quiroz contra  Nicolás Barrientos /  Alejandro Gómez, 6–7(4), 7–5, [10–4]